# Општина Фокури (Јаши)
Фокури (рум. Focuri) општина је у Румунији у округу Јаши.
Oпштина се налази на надморској висини од 113 m.